# 세인공항

본사

세인공항은 창원시에 연고를 두고 있는 경상남도의 공항버스 업체이다. 본사는 창원시 마산회원구 합성동에 있고 영업소는 창원시 성산구 남산동에 두고 있다.

## 역사
1994년에 처음으로 창원시 내동에 설립된 것이 시초이다. 1995년에 공항버스 노선을 운행하기 시작했고, 1996년에 본사를 현재 위치로 이전했다. 1999년에는 창원시 남산동에 사무실을 개소했다. 2000년 10월에는 전 차량이 27인승으로 교체되었고, 2003년 7월에는 같은 계열사인 세인공항여행사와 합병했다. 같은 해에는 임태빈 대표이사가 취임되었고, 2005년 7월에 장유행 노선을 신설했다.

## 현황
현재 세인공항은 3개의 공항버스 노선을 보유하고 있다.

## 운행 노선

### 공항버스
- 제1노선 : 마산역 ~ 창원종합버스터미널 ~ 내동상가 ~ 남산동 ~ 김해국제공항(마산역 방면 운행시 마산시외버스터미널, 창원병원 경유)
- 제2노선 : (해군교육사령부 ~ )창원컨벤션센터 ~ 창원호텔 ~ 남산동 ~ 김해국제공항
- 제3노선 : 장유문화센터 ~ 김해국제공항

## 보유 차량
- 현대자동차 - 뉴 프리미엄 유니버스 스페이스 럭셔리, 뉴 프리미엄 유니버스 프라임EX
- 기아 - 뉴 그랜버드 블루스카이